# Europop
L'Europop è un genere musicale derivato dalla musica pop, sviluppatosi in Europa negli anni settanta e caratterizzato da un ritmo incalzante e orecchiabile, semplici canzoni e testi melodici e frivoli. L'europop scalò la vetta delle classifiche durante gli anni ottanta e novanta ed è progenitrice dell'eurodance e l'eurodisco.

## Storia
I principali esponenti dell'europop nacquero in Svezia, Francia, Paesi Bassi e Italia, ma si svilupparono principalmente in Svezia. Negli anni settanta la fortuna dei musicisti europop non penetrava oltre i confini della patria d'origine (talvolta aveva diffusione continentale), con le dovute eccezioni: gli ABBA, prominenti rappresentanti del genere, sfondarono nei mercati di mezza Europa (arrivando 19 volte nella top ten britannica dei singoli e 9 volte alla vetta della classifica album) e conseguirono enorme popolarità anche negli Stati Uniti, come anche in Australia e Nuova Zelanda. Sempre negli anni settanta, Giorgio Moroder e Donna Summer contribuivano a definire il sound dell'europop con le loro Love to Love You Baby e I Feel Love che vennero definite «qualcosa di un'immediatezza sessuale in qualche modo unica, interamente europea». Altri importanti progenitori della corrente furono i Boney M., che godettero di un grande successo di pubblico con brani quali Rasputin (1978) e la natalizia Mary's Boy Child (1978).
Nei tardi anni ottanta e primi anni novanta gli svedesi Ace of Base e Roxette portarono l'europop nuovamente sulla cresta dell'onda, piazzando rispettivamente uno e quattro singoli in cima alla Billboard Hot 100 statunitense. Successivamente l'europop influenzò molti gruppi musicali britannici e statunitensi quali Spice Girls, Backstreet Boys Madonna, Pet Shop Boys, nonché gli artisti dell'eurodance degli anni novanta.